# La Galatea
A Galateia (em castelhano: La Galatea) é um romance de Miguel de Cervantes publicado em 1585 em Alcalá de Henares com o título de Primera parte de La Galatea, dividida en seis libros (Primeira parte da Galateia, dividida em seis livros).
Costuma-se classificar A Galateia como um romance pastoril. Tal descrição é muito limitada. De fato, suas personagens são pastores, mas o livro é um veículo para um estudo psicológico do amor, e este era o propósito de Cervantes ao escrevê-lo.
Cervantes começou a escrever o romance provavelmente quando voltou de seu cativeiro em Argel (dezembro de 1585). Teve pouco êxito nas livrarias, sobretudo se se compara com o grande sucesso de Diana de Montemayor e o ainda maior de "Diana enamorada", de Gaspar Gil Polo. Cervantes teve durante sua vida altíssimo conceito de seu romance, e planejava publicar a segunda parte, mas morreu sem conseguir fazê-lo.
O romance se ambienta em algum lugar - entre ideal e real - às margens do Tejo. Há uma trama principal e várias secundárias. Na principal, Elicio e Erastro são dois pastores enamorados de Galatéia, uma belíssima pastora que reúne todas as virtudes das heroínas cervantinas: discrição (isto é, inteligência e bom juízo), honestidade e bondade. Mas Galateia adora sua independência espiritual e não quer se ver sujeita ao jugo amoroso; assim, desdenha os dois pastores.
Além de belos poemas e interessantes narrativas curtas intercaladas no tema principal (como Cervantes faría mais tarde também no Dom Quixote e o em Os trabalhos de Persiles e Sigismunda) encontramos duelos dialéticos jocosos sobre a natureza do amor (livro IV, os pastores Lenio e Tirsi fazem suas respectivas apologias do desamor e do amor), ou sobre a psicologia amorosa (livro III, Orompo, Marsilo, Crisio e Orfinio discutem, em verso, sobre qual paixão derivada do amor causa mais dor, se os ciúmes, o desdém, a saudade ou a morte do ser amado).
No livro VI encontramos o grande Canto de Calíope: a musa da poesia aparece aos pastores e isto serve de pretexto a Cervantes para encaixar um extenso canto no qual ele elogia a todos os gênios vivos da poesia espanhola de então. Menciona e elogia, por exemplo, Góngora, Lope de Vega, Alonso de Ercilla, Fray Luis de León, Francisco Díaz e muitos outros.
Ao final do livro, os acontecimentos do romance ficam interrompidos bruscamente: 
 O fim desta história amorosa (...) com outras coisas sucedidas aos pastores citados até aqui, ficam prometidos para a segunda parte desta história, a qual, se esta primeira parte for bem sucedida, terá o atrevimentno de sair brevemente para ser vista e julgada pelos olhos e pelo entendimento dos leitores.

Mas nunca se publicou a segunda parte, várias vezes prometida. De fato, durante a queima de livros no Dom Quixote, vários romances pastoris acabam na fogueira.  O sacerdote e o barbeiro salvam a Galateia e anunciam que muito em breve Cervantes publicará a segunda parte. Mas não há dados reais da produção desta obra, só anúncios que não se cumpriram. 